# Hôtel de préfecture de la Lozère
L'hôtel de préfecture de la Lozère est un bâtiment situé à Mende, en France. Il sert de préfecture et de siège du conseil départemental au département de la Lozère. Ce bâtiment était l'ancien palais des évêques de Mende, bien qu'il ait été remanié après un incendie en 1887.

## Localisation
L'édifice est situé dans le département français de la Lozère, sur la commune de Mende. Comme il s'agissait du palais des évêques, il est en vis-à-vis direct avec la cathédrale Notre-Dame-et-Saint-Privat de Mende. L'entrée principale est située sur la rue de Rovère. Cette rue, qui porte le nom de trois anciens évêques de Mende, Julien, Clément et François, a été percée après l'incendie de 1887.

## Historique

### L'ancien palais épiscopal
C'est sans doute au XIIe siècle que le palais épiscopal aurait été construit. Cette date correspond à la prise progressive du pouvoir temporel des évêques sur le Gévaudan. En effet, en 1161, l'évêque Aldebert III du Tournel rend hommage au Roi Louis VII, le jeune. Il obtient en retour un bulle d'or royale, conférant à l'évêque et à ses successeurs les droits régaliens en Gévaudan.
En 1307, Guillaume VI Durand conclut un acte de paréage avec le roi Philippe le Bel. Cet acte sépare ainsi le Gévaudan en trois terres : celle de l'évêque, celle du Roi et les terres communes. Ce traité consacre définitivement la soumission des barons à l'autorité de l'évêque ou du roi, même s'ils ont encore droit de justice sur la terre commune. Cet acte permet donc à l'évêque de devenir Comte de Gévaudan. Il obtient ainsi le droit, entre autres, de battre sa monnaie. Ce statut de comte-évêque sera d'ailleurs conservé jusqu'à la disparition du Gévaudan à la Révolution française.
Le bâtiment était, contrairement à aujourd'hui, adjacent à la cathédrale. En effet, un couloir long de 34 m permettait de relier le palais à la cathédrale. C'est dans ce couloir qu'étaient exposés les portraits des comte-évêques du Gévaudan.
En 1581, la ville est prise par les troupes huguenotes menées par Mathieu Merle. Merle s'installe alors dans le palais épiscopal. C'est d'ailleurs pour cela qu'il épargne les clochers de la cathédrale lorsqu'il décide de sa destruction. En effet, abattre les clochers pourrait mettre en péril le palais.
Le palais est grandement embelli au XVIIe siècle. C'est à cette période que sont mis en place, par exemple, des plafonds à caissons peints. Dès avant cette époque, les soubassements du corps de logis côté rue d'Aigues-Passes sont inféodés à des boutiques. La pratique est supprimée à la fin de ce XVIIe siècle.

### Les premiers préfets et l'incendie de 1887
À la Révolution française, le dernier comte-évêque, Jean-Arnaud de Castellane est chassé du palais. C'est le 13 germinal an VIII (4 avril 1800) que le palais devient la résidence des préfets du département de la Lozère nouvellement créée. En l'occurrence, le premier préfet à s'y installer est Gabriel-Joseph de Jerphanion.
Son successeur, Joseph-Antoine Florens, remet en place la pratique d'installer des boutiques rue d'Aigues-Passes en 1806. Cette installation aurait dû cesser en 1828 à la suite d'une ordonnance royale, mais cette dernière n'est pas appliquée. Entre 1843 et 1859, de nombreux remaniements sont réalisés sur le bâtiment, afin d'aménager les boutiques, mais aussi de permettre de maintenir le pouvoir exécutif au centre de la ville.
Le 2 mai 1887, jour de foire à Mende, alors que le préfet est absent, un incendie se déclare dans l'une des boutiques en début d'après-midi. Le feu se propage sur le toit par le biais de la cheminée. Il ravage rapidement les combles de l'aile est où a été installée provisoirement un dépôt des archives départementales. Malgré les efforts des pompiers de la ville, mais aussi de l'armée et de la population, le feu continue sa progression. Il est décidé de sacrifier le logis du préfet, dans l'aile ouest, pour préserver les habitations de la rue. Le bâtiment est presque entièrement détruit.

### Depuis la réfection
Alors que les services de préfectures sont relogés au Faubourg-Montbel, des travaux de reconstructions sont rapidement entamés, sous l'égide de l'architecte départemental François Germer-Durand. Le porche donnant accès à la cathédrale par la rue d'Aigues-Passes, ainsi que le couloir accolés à ladite cathédrale, sont détruits, ouvrant ainsi la rue de la Rovère. Le 20 juillet 1889, la réfection de l'aile ouest est terminée.
Le 21 mars 1946, la porte, datée du XVIIIe siècle, est inscrite au titre des monuments historiques.
Le 6 avril 1967, le bâtiment est à nouveau la proie des flammes, l'incendie ayant été déclenché par des travaux de rénovation, détruisant la toiture des combles ainsi que des logements.
Le 2 mars 1982, une loi est publiée, régissant les droits et libertés des communes, des départements et des régions. En conséquence, le 28 mai 1982, le préfet et le président du conseil général signent une convention, réglementant le transfert d'une partie des services de la préfecture et une réorganisation des locaux. Une partie des services sont alors installé dans l'ancienne école communale des filles, au Faubourg-Montbel, laissant donc la place à l'installation de l'hôtel du département dans l'aile est, la préfecture gardant l'aile ouest.